# Niagara-Ouest—Glanbrook (circonscription provinciale)
Circonscription électorale provinciale du Canada
Niagara-Ouest—Glanbrook ((en) Niagara West—Glanbrook) est une ancienne circonscription provinciale de l'Ontario représentée à l'Assemblée législative de l'Ontario de 2007 à 2018.

## Géographie
La circonscription était située dans le sud de l'Ontario, sur les rives du lac Ontario. Les entités municipales formant la circonscription sont Hamilton, Grimsby, Lincoln, Pelham et West Lincoln.
Les circonscriptions limitrophes étaient Ancaster—Dundas—Flamborough—Westdale, Haldimand—Norfolk, Hamilton-Est—Stoney Creek, Hamilton Mountain, St. Catharines et Welland.

## Historique
| Législature                                                                             | Années    | Député         | Député    | Parti                     |
| --------------------------------------------------------------------------------------- | --------- | -------------- | --------- | ------------------------- |
| Circonscription issue de Stoney Creek, Erie—Lincoln Niagara-Centre et Hamilton Mountain |           |                |           |                           |
| 39e                                                                                     | 2007-2011 |                | Tim Hudak | Progressiste-conservateur |
| 40e                                                                                     | 2011-2014 |                | Tim Hudak | Progressiste-conservateur |
| 41e                                                                                     | 2014-2016 |                | Tim Hudak | Progressiste-conservateur |
| 41e                                                                                     | 2016-2018 | Sam Oosterhoff |           | Progressiste-conservateur |
| Circonscription dissoute parmi Niagara-Ouest et Flamborough—Glanbrook                   |           |                |           |                           |

## Circonscription fédérale
Depuis les élections provinciales ontariennes du 4 octobre 2007, l'ensemble des circonscriptions provinciales et des circonscriptions fédérales sont identiques.